# Камбден Појнт (Мисури)
Камбден Појнт (енгл. Camden Point) град је у америчкој савезној држави Мисури.

## Демографија
По попису из 2010. године број становника је 474, што је 10 (-2,1%) становника мање него 2000. године.
| Група             | 2000.       | 2010.       |
| Белци             | 474 (97,9%) | 462 (97,5%) |
| Афроамериканци    | 0 (0,0%)    | 3 (0,6%)    |
| Азијати           | 0 (0,0%)    | 0 (0,0%)    |
| Хиспаноамериканци | 3 (0,6%)    | 6 (1,3%)    |
| Укупно            | 484         | 474         |